# Tom Lysiak

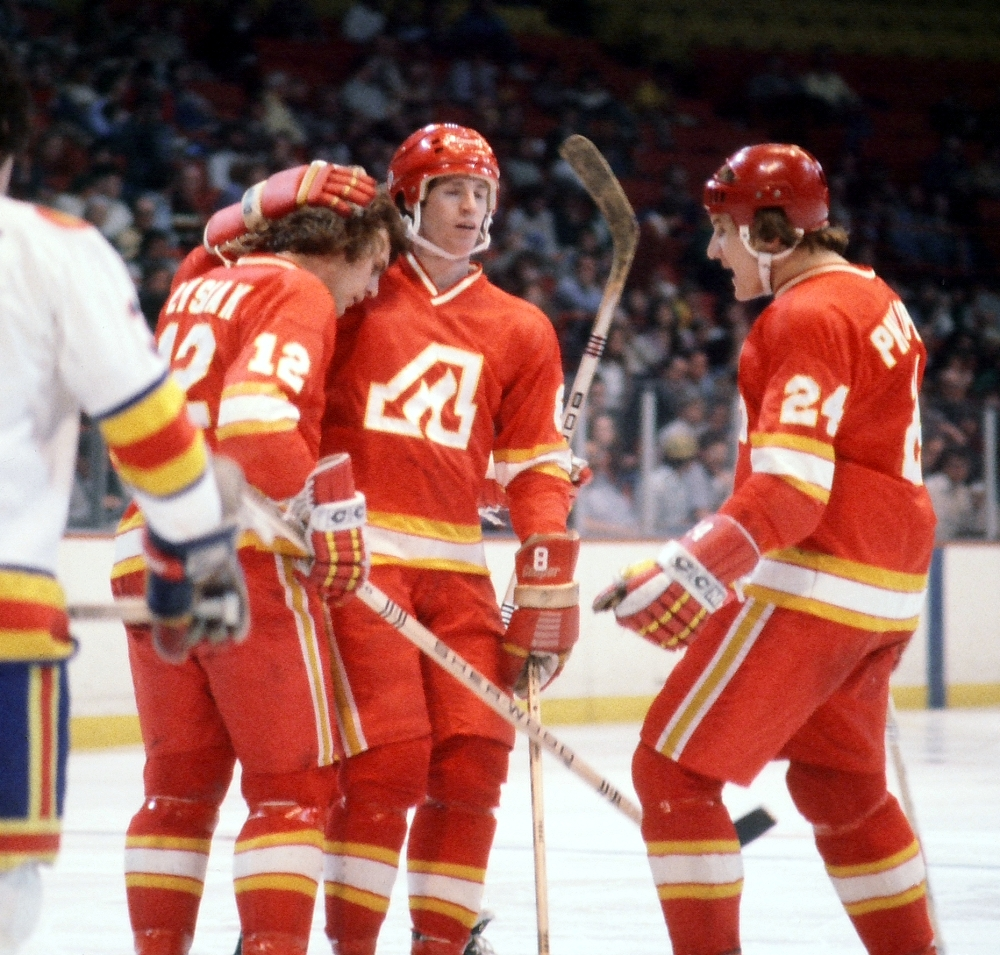
Lysiak (à gauche) sous les couleurs des Flames de Calgary en 1978.

Thomas James Lysiak (né le 22 avril 1953 à High Prairie en Alberta (Canada) et mort le 30 mai 2016 à Atlanta dans l'État de Gérogie aux États-Unis) est un joueur professionnel canadien de hockey sur glace qui évoluait dans la Ligue nationale de hockey avec les Flames d'Atlanta et les Black Hawks de Chicago.

## Biographie
En 1973, il est repêché en 2e position par les Flames lors du repêchage de la LNH ainsi que par les Aeros de Houston à la 23e place du repêchage de l'AMH.
Bien qu'ayant connu une longue carrière dans la LNH, on se souvient essentiellement de Lysiak pour un incident dont il fut l'auteur : le 20 octobre 1983, au cours d'un match contre les Whalers de Hartford, Lysiak accroche volontairement un juge de ligne. Pour ce geste, la LNH lui inflige une suspension de 20 matches.
Il meurt le 30 mai 2016 à l'âge de 63 ans d'une leucémie, maladie qui lui avait été diagnostiqué trois ans plus tôt,.

## Statistiques
Pour les significations des abréviations, voir Statistiques du hockey sur glace.
| Saison     | Équipe                 | Ligue      |     | Saison régulière | Saison régulière | Saison régulière | Saison régulière | Saison régulière |    | Séries éliminatoires | Séries éliminatoires | Séries éliminatoires | Séries éliminatoires | Séries éliminatoires |
| Saison     | Équipe                 | Ligue      | PJ  | B                | A                | Pts              | Pun              | PJ               | B  | A                    | Pts                  | Pun                  |                      |                      |
| 1970-1971  | Tigers de Medicine Hat | WCHL       | 60  | 14               | 16               | 30               | 112              | -                | -  | -                    | -                    | -                    |                      |                      |
| 1971-1972  | Tigers de Medicine Hat | WCHL       | 68  | 46               | 97               | 143              | 96               | -                | -  | -                    | -                    | -                    |                      |                      |
| 1972-1973  | Tigers de Medicine Hat | WCHL       | 67  | 58               | 96               | 154              | 104              | -                | -  | -                    | -                    | -                    |                      |                      |
| 1973-1974  | Flames d'Atlanta       | LNH        | 77  | 19               | 45               | 64               | 54               | 4                | 0  | 2                    | 2                    | 0                    |                      |                      |
| 1974-1975  | Flames d'Atlanta       | LNH        | 77  | 25               | 52               | 77               | 73               | -                | -  | -                    | -                    | -                    |                      |                      |
| 1975-1976  | Flames d'Atlanta       | LNH        | 80  | 31               | 51               | 82               | 60               | 2                | 0  | 0                    | 0                    | 2                    |                      |                      |
| 1976-1977  | Flames d'Atlanta       | LNH        | 79  | 30               | 51               | 81               | 52               | 3                | 1  | 3                    | 4                    | 8                    |                      |                      |
| 1977-1978  | Flames d'Atlanta       | LNH        | 80  | 27               | 42               | 69               | 54               | 2                | 1  | 0                    | 1                    | 2                    |                      |                      |
| 1978-1979  | Flames d'Atlanta       | LNH        | 52  | 23               | 35               | 58               | 36               | -                | -  | -                    | -                    | -                    |                      |                      |
| 1978-1979  | Black Hawks de Chicago | LNH        | 14  | 0                | 10               | 10               | 14               | 4                | 0  | 0                    | 0                    | 2                    |                      |                      |
| 1979-1980  | Black Hawks de Chicago | LNH        | 77  | 26               | 43               | 69               | 31               | 7                | 4  | 4                    | 8                    | 0                    |                      |                      |
| 1980-1981  | Black Hawks de Chicago | LNH        | 72  | 21               | 55               | 76               | 20               | 3                | 0  | 3                    | 3                    | 0                    |                      |                      |
| 1981-1982  | Black Hawks de Chicago | LNH        | 71  | 32               | 50               | 82               | 84               | 15               | 6  | 9                    | 15                   | 13                   |                      |                      |
| 1982-1983  | Black Hawks de Chicago | LNH        | 61  | 23               | 38               | 61               | 29               | 13               | 6  | 7                    | 13                   | 8                    |                      |                      |
| 1983-1984  | Black Hawks de Chicago | LNH        | 54  | 17               | 30               | 47               | 35               | 5                | 1  | 1                    | 2                    | 2                    |                      |                      |
| 1984-1985  | Black Hawks de Chicago | LNH        | 74  | 16               | 30               | 46               | 13               | 15               | 4  | 8                    | 12                   | 10                   |                      |                      |
| 1985-1986  | Black Hawks de Chicago | LNH        | 51  | 2                | 19               | 21               | 14               | 3                | 2  | 1                    | 3                    | 2                    |                      |                      |
| Totaux LNH | Totaux LNH             | Totaux LNH | 919 | 292              | 551              | 843              | 569              | 76               | 25 | 38                   | 63                   | 49                   |                      |                      |